# Estádio Junqueira Ayres
Estádio Junqueira Ayres é um estádio de futebol de São Francisco do Conde, no estado da Bahia, que atende à Associação Atlética São Francisco. Sua capacidade é de 3.000 pessoas.